# モザール
モザール(Mozal)社は、モザンビークの企業。アルミニウムの精錬会社であり、モザンビーク最大の企業である。本社はモザンビークの首都マプトにある。従業員は約1100名。
モザールは1998年、BHPグループが47%、三菱商事が25%、南アフリカ開発公社が24%、そしてモザンビーク政府が4%を出資して設立された。総工費は22億ドルであり、これは当時のモザンビークの国内総生産の3分の1を超える額であった。モザールの建設工事は二期に分けて行われ、モザール1が2000年6月、モザール2が2003年4月に完成した。

カオラ・バッサ水力発電所の電力供給ルート

モザンビーク国内ではアルミニウムの原料であるボーキサイトが産出せず、また電力もプロジェクト開始当初は送電網が整備されていなかったため、モザールはオーストラリアからアルミナを輸入し、また電力は南アフリカ電力公社（ESKOM）から安定供給を受けている。
背景として、モザンビーク北西部のテテ州にあるザンベジ川流域のカオラ・バッサ水力発電所（植民地時代にポルトガルが建設。つい最近までポルトガル所有であった）が、大量の電力を南アフリカに供給・売電していることがある。そのことが、南アから安価な電力をモザールに対して安定供給されるシステムにつながった。
モザールは順調に成長を続け、2006年の年間生産量は53万トン、売上高は20億ドル、利益は4億ドルにのぼる。モザールのアルミニウムはモザンビークの輸出高の60%を占め、年間成長率の半分近くがモザールの成長によるものであり、モザンビークの高度成長の原動力となっている。